# 卡利涅 (茲博羅夫區)
49°37′49″N 24°58′37″E / 49.63028°N 24.97694°E
卡利涅（烏克蘭語：Кальне），是烏克蘭的村落，位於該國西部捷爾諾波爾州，由捷尔诺波尔区負責管轄，始建於1492年，面積2.4平方公里，海拔高度299米，2001年人口537，人口密度每平方公里223.8人。